# Плохань Микола Леонідович
Мико́ла Леоні́дович Плохань (1993—2023) — солдат збройних сил України, учасник російсько-української війни.

## Життєпис
Народився 26 квітня 1993 року в селі Солонці Полтавської області. Навчався у місцевій школі, потім у Полтавському ліцеї. Після закінчення навчання працював охоронцем у смт Гоголеве, потім водієм на місцевому підприємстві. У 2019 році одружився та проживав у селі Сагайдак. З 15 грудня 2022 року в лавах збройних сил України. Помер 2 березня 2023 року в місті Бахмут внаслідок завданих йому поранень.

## Нагороди
- Орден «За мужність» III ступеня (5 травня 2023, посмертно) — за особисту мужність, виявлену у захисті державного суверенітету та територіальної цілісності України, самовіддане виконання військового обов'язку[1].